# Chris Burden
Chris Burden (ur. 1946 w Bostonie, zm. 10 maja 2015) – amerykański artysta. Studiował sztuki wizualne, fizykę i architekturę w Pomona College oraz na Uniwersytecie Kalifornijskim w Irvine (od 1969 do 1971). W 1978 został mianowany profesorem na Uniwersytecie Kalifornijskim w Los Angeles. W swojej karierze zajmował się performansem oraz wykonywaniem instalacji.

## Życie prywatne
Burden był dwukrotnie żonaty. Pierwszą żoną była Barbara Burden, która dokumentowała jego wczesne prace, a także uczestniczyła w niektórych z nich. Kolejną żoną była Nancy Rubins – artystka multimedialna.
Na co dzień mieszkał i pracował w Los Angeles w Kalifornii. Jego studio znajdowało się w Kanionie Topanga.
Burden zmarł 10 maja 2015 roku w wieku 69 lat. Zgon nastąpił 18 miesięcy po zdiagnozowaniu czerniaka.

## Twórczość
Kariera Burdena zaczęła się we wczesnych latach 70. po serii performansów opierających się bezpośrednio na przekraczaniu barier cielesności i bezpieczeństwa artysty. Najbardziej znaną akcją z 1971 był performans Shoot, gdzie z odległości 5 metrów Burden został celowo postrzelony w ramię przez swojego asystenta. Performans ten był bezpośrednią aluzją do konfliktu w Wietnamie.
Akcja stała się podwaliną do kolejnych działań takich jak Five Day Locker Piece (1971), Deadman (1972), B.C. Mexico (1973), Fire Roll (1973), TV Hijack (1972), Doomed (1975) i Honest Labor (1979).
Jedno z najbardziej znanych działań Chrisa Burdena to Trans-Fixed z 1974 roku. Miejscem akcji było Venice Beach w Kalifornii, gdzie artysta został przybity gwoździami do Volkswagena „Garbusa”.
Od 1975 do 1977 dokonywał regularnie performansów i sięgał do takich mediów jak instalacja video jak w przypadku dzieła C.B.T.V. (1977), gdzie próbował zobrazować prędkość światła.
W 1978 został profesorem University of California w Los Angeles. Zrezygnował z tego stanowiska w 2005.
Także w tym roku wszedł w życie projekt Ghost Ship, czyli samo nawigujący poprzez system GPS jacht, który przepłynął 330 mil z Szetlandów do Newcastle w 5 dni. Projekt powstał przy współpracy z developerami z Lotus+.

## Dzieła
- Five Day Locker Piece (1971)
- Deadman (1972)
- TV Hijack (1972)
- B.C. Mexico (1973)
- Fire Roll (1973)
- Honest Labor (1979)